# Ray Patterson (animatore)
Ray Patterson, all'anagrafe Raymond Patterson (Hollywood, 23 novembre 1911 – Encino, 30 dicembre 2001), è stato un animatore e regista statunitense.

## Biografia

### L'esordio con Charles Mintz
Patterson iniziò ad occuparsi di animazione fin da giovanissimo e nel 1929 fu assunto nel reparto di inchiostratura e coloritura della Screen Gems, studio di produzione aperto poco tempo prima da Charles Mintz ad Hollywood.
Accortosi del suo talento, Mintz lo promosse prima a intercalatore, poi ad assistente e infine a disegnatore della serie Scrappy. Presso lo stesso studio lavorava anche suo fratello, Don Patterson, che avrebbe intrapreso una carriera parallela a quella di Ray, passando alla Disney, alla MGM, allo studio di Walter Lantz ed infine alla Hanna-Barbera. Patterson rimase da Mintz per dieci anni.

### Walt Disney Productions
Nel 1939 gli fu offerto un posto allo studio Disney dove lavorò inizialmente come animatore di alcuni cortometraggi con protagonista il cane Pluto come Un problema di ossi e Pluto e la foca (1941) (in questo corto Patterson lavorò anche sullo storyboard).
Nel 1940 Patterson fu assegnato all'unità di animazione che, diretta dal regista T. Hee, creò una delle sequenze più celebri del film Fantasia: La danza delle ore. L'anno seguente lavorò come animatore nel film Dumbo, in particolare nella scena sui clown pompieri. In entrambi i film Disney partecipò anche il fratello.

### Metro-Goldwyn-Mayer
Patterson lasciò la Disney nel 1941 durante lo sciopero degli animatori Disney per lavorare allo studio di animazione della Metro-Goldwyn-Mayer, dove venne assegnato all'unità di William Hanna e Joseph Barbera, creatori della serie Tom & Jerry.
Hanna e Barbera si occuparono dei cortometraggi della serie dal 1940 al 1958, ottenendo un grande successo grazie ad un gruppo di animatori di talento: Ed Barge, Irven Spence, Kenneth Muse e Pete Burness. Ad essi nel 1941 si unì Ray Patterson, che collaborò a più di sessanta episodi della serie, tra cui i premi Oscar Jerry nei guai (1944), Silenzio, prego! (1945), Piccolo orfano (1949) e Caccia a tempo di valzer (1953). Si occupò inoltre dell'animazione di Jerry Mouse nella famosa sequenza di danza con Gene Kelly nel film del 1945 Due marinai e una ragazza (Canta che ti passa).
Alla MGM Ray poté affinare ulteriormente le proprie capacità lavorando con Tex Avery su diversi corti della serie Droopy.
Per un breve periodo tra il 1945 e il 1946 fu in Inghilterra, dove collaborò con David Hand, anch'egli uscito dalla Disney, nell'organizzare il reparto animazione della Rank Organisation. Fece quindi ritorno alla MGM, dove rimase fino al 1953.

### La Grantray-Lawrence Animation e le collaborazioni negli anni '50 e '60
Nel 1954 lasciò la MGM e riuscì a far avverare il desiderio di avere una casa di produzione tutta sua, fondando la Grantray-Lawrence Animation insieme a Grant Simmons (suo collega e amico dei tempi della Disney) e al produttore Bob Lawrence. Nei suoi primi lavori, la Grantray-Lawrence fornì animazione per spot televisivi, tra cui quello per le sigarette Winston. Lo studio assunse diversi talenti del settore come collaboratori e divenne in seguito noto per la produzione di serie televisive a basso costo. La più famosa fu probabilmente The Marvel Superheroes, andata in onda nel 1966, trasposizione televisiva dei personaggi dei fumetti della Marvel Comics prodotta in collaborazione con la Krantz Films.
I costi di realizzazione furono mantenuti bassi riciclando alcune tavole dei fumetti Marvel e limitando al minimo l'animazione. Malgrado ciò ottenne un successo tale che nel 1967 la Marvel commissionò alla Grantray-Lawrence una nuova serie per la ABC: L'Uomo Ragno.
La Grantray-Lawrence produsse in quegli anni altre serie di buon successo, come Rocket Robin Hood del 1966 e Max, the 2000-Year-Old Mouse nell'anno successivo. Tuttavia, a causa di problemi economici, sia Simmons che Patterson collaboravano come esterni con altre case di produzione, in special modo con Walter Lantz, che nel 1954 assegnò loro la sceneggiatura e la direzione di due cortometraggi, Dig that Dog e Broadway Bow Wow's. Del primo, che fu l'esordio del cane Cruddles (che divenne uno dei cavalli di battaglia di Lantz) Patterson fu anche sceneggiatore, mentre al secondo partecipò anche Don Patterson.
Nei primi anni sessanta Patterson iniziò a collaborare con la Hanna-Barbera, che i due famosi registi avevano fondato nel 1957 a seguito della chiusura del reparto animazione della MGM. Fu direttore dell'animazione in alcune delle loro prime storiche serie televisive: Gli Antenati, I Pronipoti, L'Orso Yoghi e Top Cat.
Sempre in quegli anni Patterson e Simmons collaborarono con la UPA come disegnatori nella serie Mr. Magoo e al lungometraggio Musetta alla conquista di Parigi. Nel 1963 i due produssero e diressero anche alcuni episodi della serie The New Casper Cartoon Show.

### La Hanna-Barbera e gli ultimi anni
Malgrado i numerosi lavori, la Grantray-Lawrence Animation fu mai redditizia economicamente e i due dovettero dichiarare fallimento nel 1967. Grant Simmons morì pochi anni dopo.
A seguito di ciò, Ray Patterson strinse rapporti di collaborazione ancora più stretti con i suoi vecchi amici Hanna e Barbera, presso cui si stabilì definitivamente verso la metà degli anni settanta, lavorando a The Tom & Jerry Show. Nella prima metà del decennio continuò a collaborare da esterno come direttore dell'animazione o supervisore in lungometraggi (La meravigliosa, stupenda storia di Carlotta e del porcellino Wilbur) e serie tv (Emergency +4).
Fu quindi supervisore all'animazione e alla regia in diverse serie televisive prodotte da Hanna-Barbera, tra cui The All-New Scooby and Scrappy-Doo Show e Hazzard, e lungometraggi dell'Orso Yoghi e Scooby-Doo.
Verso la metà degli anni ottanta fu promosso vicepresidente del settore animazione. Ebbe tale carica fino al ritiro lavorativo nel 1993, rimanendo comunque attivo fino all'ultimo, ad esempio come direttore nell'animazione de I pronipoti: Il film nel 1990 e timing director nel suo ultimo lavoro non occasionale: C'era una volta nella foresta del 1993.
Nel 1984 Patterson vinse un Golden Award, e tra il 1985 e il 1994 ricevette sei candidature al Premio Emmy. Nel 1999 venne premiato con il Winsor McCay Award dall'ASIFA-Hollywood per la sua vita di contributi al campo dell'animazione. Morì di cause naturali il 30 dicembre 2001 a Encino (Los Angeles), all'età di 90 anni.

## Filmografia parziale

### Regista
- The Dick Tracy Show – serie TV, 10 episodi (1961)
- L'Uomo Ragno (Spider-Man) – serie TV, 10 episodi (1967)
- L'olimpiade della risata (Scooby's All-Star Laff-a-Lympics) – serie TV (1977-1978)
- La corsa spaziale di Yoghi (Yogi's Space Race) – serie TV, 13 episodi (1978)
- Buford e il galoppo fantasma (Buford and the Galloping Ghost) – serie TV, 13 episodi (1978)
- Le nuove avventure di Braccio di Ferro (The All-New Popeye Hour) – serie TV (1978-1979)
- I buffoni dello spazio (Galaxy Goof-Ups) – serie TV, 13 episodi (1978-1979)
- Jana della giungla (Jana of the Jungle) – serie TV, 13 episodi (1978)
- Dinky Dog – serie TV, 16 episodi (1978-1979)
- Godzilla – serie TV, 26 episodi (1978-1979)
- Capitan Cavey e le Teen Angels (Captain Caveman and the Teen Angels) – serie TV (1978-1980)
- Il nuovo Fred e Barney Show (The New Fred and Barney Show) – serie TV, 17 episodi (1979)
- I Flintstones incontrano Rockula e Frankenstone (The Flintstones Meet Rockula and Frankenstone) – film TV (1979)
- The Super Globetrotters – serie TV, 13 episodi (1979)
- Casper and the Angels – serie TV, 13 episodi (1979)
- Scooby-Doo va a Hollywood (Scooby-Doo Goes Hollywood) – film TV (1979)
- L'impareggiabile Lady Gomma (The New Shmoo) – serie TV (1979-1980)
- Scooby-Doo & Scrappy-Doo (Scooby-Doo and Scrappy-Doo) – serie TV (1979-1980)
- Risate con i Flintstones (The Flintstones Comedy Show) – serie TV (1980-1981)
- Fonzie e la Happy Days Gang (The Fonz and the Happy Days Gang) – serie TV (1980-1981)
- Richie Rich – serie TV (1980-1982)
- Natale con Yoghi (Yogi's First Christmas) – film TV (1980)
- Kwicky Koala (The Kwicky Koala Show) – serie TV (1981)
- I Flintstones - La maratona (The Flintstones: Jogging Fever) – serie TV (1981)
- Space Stars – serie TV (1981)
- The Gary Coleman Show – serie TV (1981)
- I Puffi (Smurfs) – serie TV, 256 episodi (1981-1989)
- Pac-Man – serie TV (1982-1983)
- La grande avventura dei Dalton (Lucky Luke - Les Dalton en cavale) – film TV (1983)
- Hazzard – serie TV (1983)
- I Biskitts (The Biskitts) – serie TV (1983-1984)
- The New Scooby and Scrappy-Doo Show – serie TV (1983)
- The New Scooby-Doo Mysteries – serie TV (1984)
- I Gobots (Challenge of the Gobots) – serie TV (1984-1989)
- Gli Snorky (Snorks) – serie TV, 65 episodi (1984-1987)
- I 13 fantasmi di Scooby-Doo (The 13 Ghosts of Scooby-Doo) – serie TV (1985)
- Galtar e la lancia d'oro (Galtar and the Golden Lance) – serie TV (1985-1986)
- I pronipoti (The Jetsons) – serie TV, 14 episodi (1985-1987)
- La caccia al tesoro di Yoghi (Yogi's Treasure Hunt) – serie TV (1985-1988)
- GoBots: Battle of the Rock Lords, co-regia con Don Lusk e Alan Zaslove – film TV (1986)
- Che papà Braccio di Ferro (Popeye and Son) – serie TV (1986-1987)
- Gli amici Cercafamiglia (Pound Puppies) – serie TV, 26 episodi (1986-1987)
- Foofur superstar (Foofur) – serie TV (1986-1988)
- The Flintstone Kids – serie TV, 34 episodi (1986-1988)
- La grande fuga di Yoghi (Yogi's Great Escape) – film TV (1987)
- Scooby-Doo e i Boo Brothers (Scooby-Doo Meets the Boo Brothers) – film TV (1987)
- I pronipoti incontrano gli antenati (The Jetsons Meet the Flintstones) – film TV (1987)
- Yoghi e il magico volo dell'Oca Sgargiante (Yogi Bear and the Magical Flight of the Spruce Goose) – film TV (1987)
- Top Cat e i gatti di Beverly Hills (Top Cat and the Beverly Hills Cats) – film TV (1987)
- Il buono, il cattivo e Braccobaldo (The Good, the Bad, and Huckleberry Hound) – film TV (1988)
- Rockin' with Judy Jetson – film TV (1988)
- Scooby-Doo e la scuola del brivido (Scooby-Doo and the Ghoul School) – film TV (1988)
- Yoghi, salsa e merende (The New Yogi Bear Show) – serie TV (1988)
- Scooby-Doo e il lupo mannaro (Scooby-Doo and the Reluctant Werewolf) – film TV (1988)
- Yoghi e l'invasione degli orsi spaziali (Yogi and the Invasion of the Space Bears) – film TV (1988)
- Fantastico Max (Fantastic Max) – serie TV (1988-1990)
- Il cucciolo Scooby-Doo (A Pup Named Scooby-Doo) – serie TV (1988-1991)
- Potsworth & Co. – serie TV, 13 episodi (1990)
- Mostri o non mostri... tutti a scuola (Gravedale High) – serie TV, 13 episodi (1990)
- Hanna & Barbera Robot (Wake, Rattle e Roll) – serie TV (1990-1991)
- Don Coyote e Sancho Panda (The Adventures of Don Coyote and Sancho Panda) – serie TV (1990-1991)
- Tom & Jerry Kids – serie TV (1990-1993)
- Yo Yoghi! (Yo Yogi!) – serie TV, 19 episodi (1991)
- I pirati dell'acqua nera (The Pirates of Dark Water) – serie TV, 21 episodi (1991-1993)
- La famiglia Addams (The Addams Family) – serie TV (1992-1993)
- Un meraviglioso Natale con i Flintstones (A Flintstone Family Christmas) – film TV (1993)
- Le nuove avventure di Capitan Planet (The New Adventures of Captain Planet) – serie TV, 22 episodi (1993-1994)